# Ralls (Teksas)
Ralls – miasto w Stanach Zjednoczonych, w stanie Teksas, w hrabstwie Crosby.